# James Starley
James Starley (Albourne, 21 aprile 1831 – Coventry, 17 giugno 1881) è stato un inventore inglese, pioniere dell'industria della bicicletta. Fu uno dei più grandi costruttori di bicicli, biciclette e tricicli. tra le invenzioni il differenziale e il perfezionamento della trasmissione a catena.

## Biografia
James Starley nacque nel 1831 a Albourne, Sussex, figlio di  Daniel Starley, agricoltore. Iniziò a lavorare nei campi a nove anni, mostrando talento come inventore di una trappola per topi da un ombrello e rami di salice. Lasciò la casa adolescente e si recò a Lewisham, a sud di Londra. Lavorò come aiuto giardiniere, e nel tempo libero si dilettava a riparare orologi e creare dispositivi meccanici come permettere a un'anatra di passare in un pertugio di un recinto chiudendo una porta dietro se un ratto provava a inseguirla.

### Carriera
Un impiegato di Starley, John Penn, comprò una  macchina da cucire. Starley riparò la stessa quando si ruppe e ne migliorò il meccanismo. Penn conobbe Josiah Turner, compagno di Newton, Wilson and Company, costruttori della macchina, e nel 1859 Starley si unì a loro nella fabbrica di Holborn. Turner e Starley iniziarono una loro attività come Coventry Sewing Machine Company a Coventry nel 1861. Il nipote di Turner portò un velocipede francese nel 1868. L'azienda cominciò così a costruire biciclette e Coventry divenne presto il centro dell'industria della bicicletta britannica.
A quel tempo, velocipedi (cicli) avevano le due ruote simili in grandezza, la anteriore leggermente più grande, più grande nei penny-farthings Starley fatti con William Hillman. La loro Ariel fu una bicicletta in metallo con ruote a raggi metallici, molto più leggera di quelle con raggi in legno. I raggi furono brevettati nel 1874. trasmissioni dirette con leve o a catena caratterizzavano anche i tricicli, spesso in configurazioni strane, per uomini e donne.
Starley, in età matura, trovò difficoltoso inforcare una bicicletta sociable con suo figlio, James. Non potevano sterzare perché uno più forte dell'altro. Lo storico Edward Lyte scrisse: "Each rider of the Sociable drove his own big wheel independently, so the course of the machine along the road was rather variable. One day Starley cried 'I have it!' and dismounted. He sat down to a cup of tea and forthwith invented the differential gear that is now incorporated in the back axle of every car. It was a Saturday. At 6am on the Monday the prototype was being made and at 8am Starley was stepping on to the London train to register patent No. 3388,1877."

### Vita privata
Starley sposò Jane Todd quando ebbe i vent'anni. Il loro figlio, William Starley, e nipote, John Kemp Starley, entrarono nell'industria della bicicletta e nacque poi la  Rover Company.
I figli di Starley continuarono a fabbricare biciclette dopo la morte nel 1881 ma il nipote John Kemp Starley fece di più. John Kemp Starley e Sutton si divisero il merito di aver inventato la moderna bicicletta con la safety bicycle nel 1884-1885.